# جوش دنكان
جوش دنكان  (بالإنجليزية: Josh Duncan)‏ مواليد 12 مايو 1986، هو لاعب كرة سلة أمريكي بدأ مسيرته الاحترافية في سنة 2008 يلعب مع فريق بروس باسكتس ويحمل الرقم 15. يبلغ طوله 6 قدم 8 بوصة (2.0 م).

## فرق لعب لها
- بروس باسكتس

## روابط خارجية
- جوش دنكان على موقع الدوري الأوروبي لكرة السلة (الإنجليزية)
- جوش دنكان على موقع دوري كرة السلة الياباني للمحترفين (اليابانية)
- جوش دنكان على موقع كرة السلة الأوروبية.كوم (الإنجليزية)
- جوش دنكان على موقع كلية كرة السلة في سبورتس رفرنس.كوم (الإنجليزية)
- جوش دنكان على موقع ريلجم (الإنجليزية)
- جوش دنكان على موقع بروبوليرز (الإنجليزية)
- جوش دنكان على موقع سبورتس رفرنس (الإنجليزية)